# A New World Record
A New World Record – szósty album zespołu Electric Light Orchestra, wydany w październiku 1976 i jednocześnie drugi album nagrany w Monachium.
W przeciwieństwie do poprzednich trzech albumów, sprzedał się znakomicie w Wielkiej Brytanii. Odniósł także światowy sukces. Płyta składa się z krótkich, popowych utworów. Trend ten utrzymał się na przyszłych albumach zespołu.

## Spis utworów
| 1. | „Tightrope”                | 5:03  |
|    |                            |       |
| 2. | „Telephone Line”           | 4:38  |
|    |                            |       |
| 3. | „Rockaria!”                | 3:12  |
|    |                            |       |
| 4. | „Mission (A World Record)” | 4:25  |
|    |                            |       |
| 5. | „So Fine”                  | 3:54  |
|    |                            |       |
| 6. | „Livin' Thing”             | 3:31  |
|    |                            |       |
| 7. | „Above the Clouds”         | 2:16  |
|    |                            |       |
| 8. | „Do Ya”                    | 3:43  |
|    |                            |       |
| 9. | „Shangri-La”               | 5:32  |
|    |                            |       |
|    |                            | 36:14 |
|    |                            |       |
Autorem wszystkich piosenek jest Jeff Lynne.

### Bonusowe utwory z 2006 r.
| 1. | „Telephone Line” (alternatywny wokal)      | 4:41  |
|    |                                            |       |
| 2. | „Surrender” (wcześniej niewydana)          | 2:37  |
|    |                                            |       |
| 3. | „Tightrope” (inny mix)                     | 4:55  |
|    |                                            |       |
| 4. | „Above the Clouds” (wersja instrumentalna) | 1:14  |
|    |                                            |       |
| 5. | „So Fine” (wersja instrumentalna)          | 4:16  |
|    |                                            |       |
| 6. | „Telephone Line” (wersja instrumentalna)   | 4:51  |
|    |                                            |       |
|    |                                            | 22:34 |
|    |                                            |       |

## Single
- „Livin' Thing”
- „Rockaria!”
- „Do Ya”
- „Telephone Line”

## Twórcy
- Jeff Lynne – śpiew, gitara, instrumenty perkusyjne, instrumenty klawiszowe
- Bev Bevan – perkusja, instrumenty perkusyjne, śpiew
- Richard Tandy – instrumenty klawiszowe, gitara, instrumenty perkusyjne, śpiew
- Kelly Groucutt – śpiew, gitara basowa, instrumenty perkusyjne
- Mik Kaminski – skrzypce
- Hugh McDowell – wiolonczela
- Melvyn Gale – wiolonczela
- Aranżacja orkiestry i chóru:  Jeff Lynne, Richard Tandy i Louis Clark
- Orkiestra dyrygowana przez Louisa Clarka